# Покідія
Покідія (рум. Pochidia) — село у повіті Васлуй в Румунії. Входить до складу комуни Покідія.
Село розташоване на відстані 213 км на північний схід від Бухареста, 67 км на південь від Васлуя, 123 км на південь від Ясс, 76 км на північний захід від Галаца.

## Населення
За даними перепису населення 2002 року у селі проживали 263 особи, усі — румуни. Усі жителі села рідною мовою назвали румунську.